# Колман Вычислитель

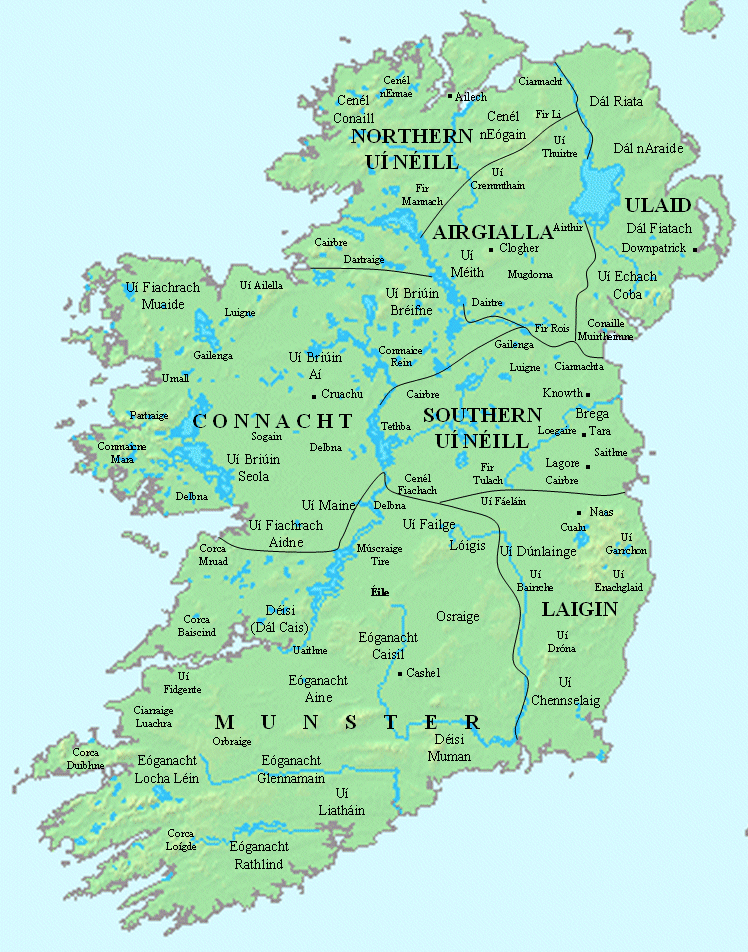
Ирландия в Раннее Средневековье

Колман Вычислитель (Колман Римид; др.‑ирл. Colmán Rímid; убит в 604) — король Айлеха (580—604) и верховный король Ирландии (598—604) из рода Кенел Эогайн, ветви Северных Уи Нейллов.

## Биография
Колман Вычислитель был сыном верховного короля Ирландии Баэтана мак Муйрхертайга, скончавшегося в 572 году, и Помпы, дочери Лоарна из Дал Риады.
После смерти в 580 году своего двоюродного брата Колку мак Домнайлла Колман унаследовал власть над Айлехом, а после гибели в 598 году Аэда мак Айнмереха из рода Кенел Конайлл получил титул верховного короля Ирландии. Этим титулом он владел совместно с представителем Южных Уи Нейллов, королём Бреги Аэдом Слане. Трактат «Laud Synchronisms» наделяет Колмана и Аэда шестью годами правления, а список королей Тары в «Лейнстерской книге» — семью годами. Однако их имена отсутствуют в наиболее раннем из дошедших до нашего времени списке верховных королей, сохранившемся в составе ирландской саги «Видение Конна». В этом датируемом концом VII века источнике, королём Тары на рубеже VI—VII веков назван король Ульстера Фиахна мак Баэтайн, вероятно, в то время бывший наиболее влиятельным из ирландских правителей.
Согласно ирландским анналам, в 602 году Колман Вычислитель в сражении при Кул Слеамне (около современного Рафо) одержал победу над правителем Кенел Конайлл Коналлом Ку мак Аэдо, обратив своего противника в бегство.
В саге «Борома» упоминается о том, что Колман Вычислитель получил с лейнстерцев традиционную дань, которую те платили верховным королям Ирландии скотом.
В 603 году Маэл Умай мак Баэтайн, брат Колмана Вычислителя, на стороне короля Дал Риады Айдана участвовал в сражении при Дегсастане. В этой битве скотты и бритты потерпели сокрушительное поражение от англов. Несмотря на это, ирландские анналы сообщают о храбрости Маэл Умая, в схватке с которым пал брат короля Берниции Этельфрита. Когда сражение было проиграно, Маэл Умаю удалось спастись бегством с поля боя. В анналах его кончина датируется 608 или 610 годом.
Колман Вычислитель погиб в 604 году в результате заговора. Убийцей верховного короля был его родственник Лохан Дилмана. В этом же году от руки убийцы пал и соправитель Колмана, король Аэд Слане. Новым правителем Айлеха и верховным королём Ирландии стал двоюродный брат Колмана Аэд Уариднах.
По свидетельству трактата XII века «Banshenchas» («О известных женщинах»), супругой Колмана Вычислителя была Корбах, дочь неизвестного по имени ульстерского короля. У Колмана были три сына и дочь Фин, первая супруга короля Нортумбрии Освиу и мать короля Элдфрита.